# 수잔 루턴

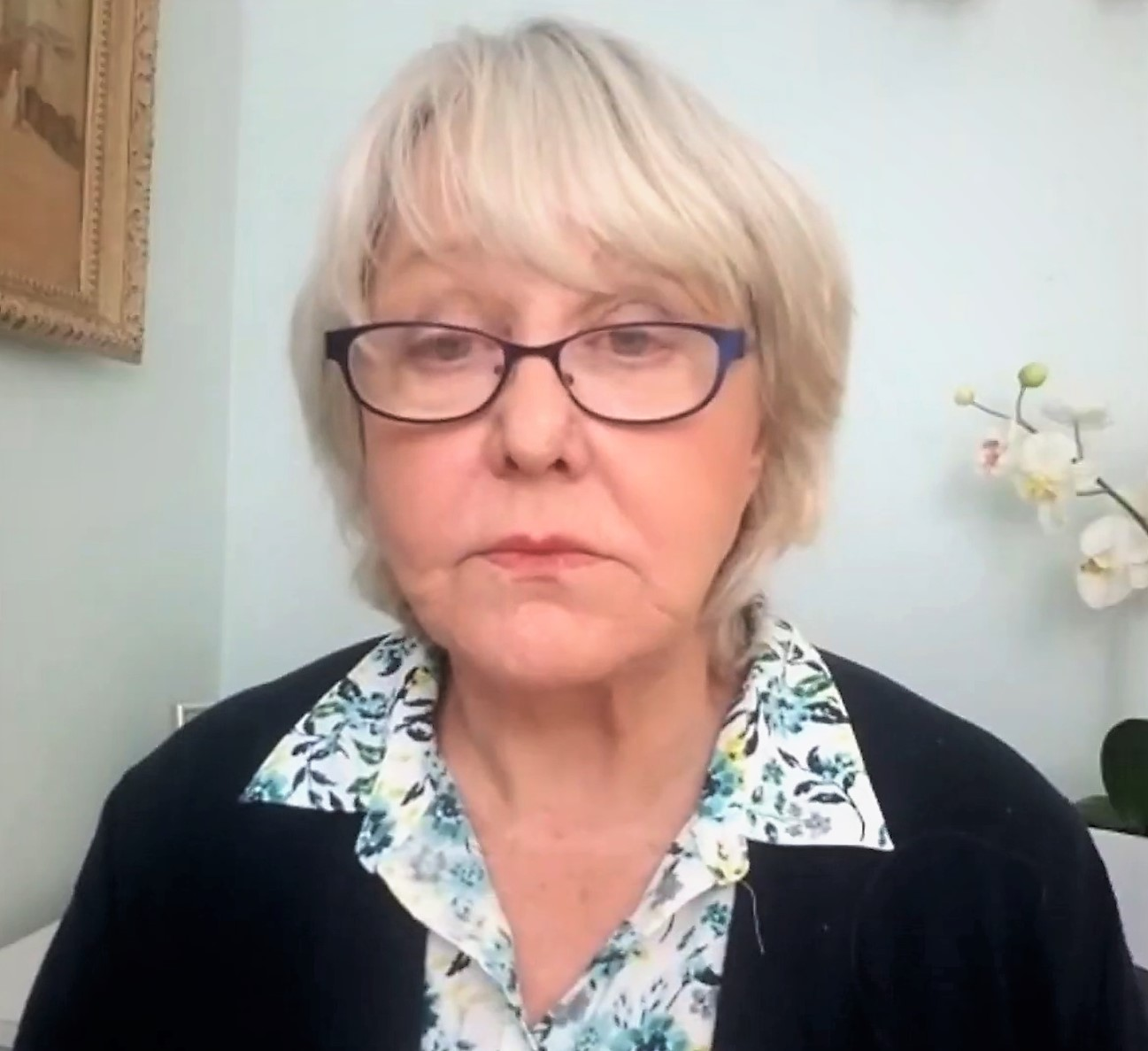

수전 루탠(Susan Ruttan, 1948년 9월 16일 ~ )은 미국의 배우이다.
오레건 시티에서 태어났다.

## 출연 작품
- 도나 온 디맨드 (2009년)
- 바비를 위한 기도 (2009년)
- 데드 에어 (2009, Dead Air)
- 반쪽의 삶 (2008년)
- 헬터 스켈터 (2004년)
- 러브 킬스 (1998년)
- 즐거운 인생 (1998년)
- 크리펜도프 종족 (1998년)
- 터치드 바이 언 엔젤 (1994년)
- 무단 경고 (1993년)
- 깨어진 약속 (1993, Broken Promises: Taking Emily Back)
- 열 다섯살의 비밀 일기 (1990년)
- 유쾌한 사랑 (1990년)
- 키디콤의 비밀 (1990년)
- 폭우 속의 참사 (1989년)
- 알렉스 두 번 죽다 (1989년)
- 악령의 분신 (1988년)
- 베이 코번 (1987년)
- 인플루언스 (1986년)
- 킥스 (1985년)
- 그로잉 페인스 (1984년)

### 텔레비전
- L.A. 로 (1986-93)
- 시카고 메디컬 (1996-97)
- 포가튼 (2009-10)